# Овчинников, Пётр Андреевич
Пётр Андре́евич Овчи́нников (1893—1968) — советский административно-хозяйственный и партийный деятель, депутат городского Совета города Тулы. Член РСДРП(б)/ВКП(б)/КПСС.

## Биография
Родился 31 декабря 1893 года в Туле в семье рабочего. С 19 лет работал токарем в штыковой мастерской Тульского оружейного завода, где познакомился с одним из руководителей подпольной организации тульских большевиков М. Ф. Шурдуковым.
В 1915 году вступил в РСДРП(б) и активно участвовал в партийной деятельности: разбрасывал листовки, собирал средства на печатные издания партии и в помощь ссыльным большевистским депутатам Государственной думы, привлекал рабочих-оружейников в профсоюз металлистов. В 1917 году П. А. Овчинников был избран в Тульский Совет рабочих и солдатских депутатов, он — один из организаторов коммунистической ячейки в штыковой мастерской оружейного завода.
Избирался членом Зареченского райкома партии в Туле, в годы «военного коммунизма» организовывал комитеты бедноты, участвовал в хлебозаготовках для голодающих. Позднее руководил районными, городскими и окружными партийными организациями, проводил коллективизацию, работал в политотделе МТС. Был делегатом XIII и XVI съездов РКП(б)/ВКП(б).
Во время Великой Отечественной войны П. А. Овчинников работал начальником снабжения Тульского оружейного завода, исполнял обязанности коммерческого директора. В его обязанности входило обеспечение завода всем необходимым сырьём для изготовления оружия. За успешное выполнение заданий Государственного Комитета Обороны по обеспечению оружием бойцов РККА П. А. Овчинников был награждён орденом Красной Звезды.
После войны П. А. Овчинников занимался снабжением училищ трудовых резервов Тульской, Брянской, Калужской и Орловской областей.
В 1954 году вышел на пенсию и активно занимался общественной работой, был депутатом Тульского городского Совета. Также собирал и публиковал материалы о революционерах-туляках, был членом научного совета Государственного архива Тульской области, а также членом учёного совета и председателем историко-революционной секции Тульского областного краеведческого музея.
Умер 3 июля 1968 года. Похоронен на Всехсвятском кладбище города Тулы.

## Награды и звания
- орден Ленина (1967, к 50-летию Октябрьской революции)
- орден Красной Звезды

«В связи с 50-летием со дня образования Чулковской партийной организации и за заслуги в деле коммунистического строительства» решением Тульского горисполкома № 2Т-2-17 от 12 июня 1967 года присвоено звание почётного гражданина города Тулы.

## Память
Именем П. А. Овчинникова был назван Политехнический колледж (до реорганизации — Политехнический колледж № 13) в Москве.

## Публикации
- Овчинников П. А. Оружейники борются за победу социалистической революции // Это было в 1917… Сб. воспоминаний участников Октябрьских событий в Туле. — Тула, 1957. — С. 48—61.
- Овчинников П. А. Отец тульского подполья, душа союза металлистов [М. Ф. Шурдуков] // Тульский союз металлистов: Очерки и воспоминания / Обл. совет проф. союзов; [Ред. и авт. предисл. В. П. Юдаев]. — Тула: Приок. кн. изд-во, 1967. — С. 74-79. — 248 с.
- Овчинников П. А. На Тульском оружейном; Первая за 200 лет // там же. — С. 150—154.
- Овчинников П. А. Дядя Миша // Молодой коммунар, 1967, 3 авг.